# Ryssänkari, Pyttis
Ryssänkari är en ö i Finland.   Den ligger i kommunen Pyttis i den ekonomiska regionen  Kotka-Fredrikshamn  och landskapet Kymmenedalen, i den södra delen av landet, 90 km öster om huvudstaden Helsingfors.